# Luis Aragonés
José Luis Aragonés Suárez Martinez, noto semplicemente come Luis Aragonés (Madrid, 28 luglio 1938 – Madrid, 1º febbraio 2014), è stato un allenatore di calcio e calciatore spagnolo, di ruolo attaccante.
Bandiera dell'Atlético Madrid da calciatore, fu tra gli elementi chiave per i successi raccolti dalla squadra dei colchoneros dalla fine degli anni '60 ai primi anni '70, vincendo la Coppa Intercontinentale 1974. Vestì anche la maglia del Real Madrid e della nazionale spagnola. Da commissario tecnico della Spagna, che allenò dal 2004 al 2008, si laureò Campione d'Europa 2008. È ad oggi l'allenatore con più panchine nella Primera División spagnola, 757.

## Biografia
È morto nel 2014 all'età di 75 anni a causa di una leucemia.

## Carriera

### Giocatore

#### Club
Aragonés trascorse molti anni della sua carriera all'Atlético Madrid: militò infatti nelle file dei colchoneros dal 1964 al 1980 (fino al 1974 come calciatore, poi da allenatore), per poi tornarvi successivamente. In quegli anni la squadra vinse il campionato per quattro volte e raggiunse anche la finale della Coppa dei Campioni 1973-1974: al 114º minuto di gioco Aragonés segnò il gol del momentaneo vantaggio spagnolo sul Bayern Monaco, ma poco dopo arrivò il pareggio di Hans-Georg Schwarzenbeck. All'epoca non erano previsti i tiri di rigore, ma la ripetizione del match, in cui i colchoneros furono sconfitti per 4-0. A causa della rinuncia dei tedeschi, gli spagnoli parteciparono alla Coppa Intercontinentale 1974, che vinsero. Dal 1964 al 1974 Aragonés scese in campo per 265 partite nella Liga spagnola, mettendo a segno 123 reti.
Nella sua carriera giocò anche con Getafe, Recreativo Huelva, Hércules, Plus Ultra, Real Oviedo e Real Betis. Era soprannominato Zapatones (grandi scarpe) perché calzava il 44, e Sabio de Hortaleza.
Disputò 370 partite in tutte le competizioni con l'Atlético, di cui 265 nel campionato nazionale, 55 in Copa del Rey e 50 nelle competizioni europee, segnando 172 reti.

### Allenatore
Iniziò ad allenare subito dopo il suo ritiro, subentrando a Juan Carlos Lorenzo sulla panchina dei colchoneros all'inizio del campionato 1974-75. Il suo esordio in panchina fu positivo in quanto riuscì subito a conquistare la Coppa Intercontinentale. Rimase all'Atlético fino al 1980, prima di lasciare l'incarico. Durante questo primo periodo da allenatore dell'Atletico riesce a vincere anche la Coppa del Generalissimo nel 1976 e il Campionato spagnolo nel 1977. Dal 1974 allenò la squadra madrilena in altre tre distinte occasioni: dal 1982 al 1987, dal 1991 al 1993 e dal 2001 al 2003 per un totale di 611 partite. Dopo essere rimasto inattivo per circa un anno nel 1981 passò al Real Betis, dove rimase però solamente pochi mesi, rassegnando le dimissioni per insopportabili problemi fisici. Ritornò alla guida di una squadra all'inizio della stagione 1982-1983 di nuovo con l'Atlético Madrid. Durante questo secondo periodo alla guida dei colchoneros, riuscì a conquistare una Coppa del Re nel 1985, terminando anche il campionato al secondo posto, e una Supercopa de España sempre nel 1985 ma riuscì a rimediare anche 3 sconfitte in finali di coppe: Coppa de la Liga 1984, Coppa de la Liga 1985, Coppa delle Coppe 1985-1986. La sua avventura si doveva concludere al termine del campionato 1985-1986, ma l'anno seguente fu richiamato dopo gli esoneri di Vicente Miera e Jesús Martínez Jayo: concluse il torneo con un modesto 7º posto che non garantì l'accesso al girone per la qualificazione alle competizioni europee e perse la finale di Coppa del Re.
La stagione seguente fu il tecnico del Barcellona, con il quale riuscì a conquistare la Coppa del Re 1987-1988 in finale contro la Real Sociedad. Dopo essere rimasto senza squadra per quasi 2 anni passò all'altra squadra di Barcellona, l'Espanyol, che riuscì a portare alla salvezza da neopromosso. La stagione successiva fu richiamato dall'Atlético Madrid, nel quale rimase per un anno e mezzo, venendo esonerato dopo una sconfitta per 0-5 in casa contro il Barcellona in Coppa del Re: in questo periodo riuscì a conquistare la sua quarta e ultima Coppa del Re da allenatore, nel 1992, seconda consecutiva per la squadra, ma perse due finali consecutive di Supercopa de España, nel 1991 e 1992. Lasciò la squadra per allenare due anni il Siviglia, poi per 2 anni il Valencia, col quale riuscì a piazzarsi secondo in campionato nel 1996. Nella stagione 1997-1998 fece ritorno al Betis, finalista l'anno precedente in Coppa del Re, col quale riuscì a qualificarsi per la Coppa UEFA, grazie all'8º posto in campionato, prima di dimettersi a sorpresa poco prima dell'inizio della stagione seguente. Successivamente, dopo essere rimasto fermo per un anno, passerà all'Real Oviedo e poi al Maiorca, col quale riuscì a centrare l'accesso alla Champions League dopo il terzo posto in campionato. Dopo quest'ultima esperienza tornò per l'ultima volta ad allenare l'Atletico Madrid, con i quali conquistò un campionato di Segunda División, quindi una promozione, e si salvò nella stagione seguente. Nella stagione 2003-2004 fu richiamato al Maiorca, dopo l'esonero di Jaime Pacheco e il conseguente interregno provvisorio di Tomeu Llompart: la stagione si concluse con un modesto 11º posto.
Nel 2004 divenne commissario tecnico della Spagna, apportando dei cambiamenti alla rosa dei convocati, evitando di chiamare alcuni nomi importanti come Raúl e Míchel Salgado e puntando di più sui giovani che stavano emergendo. Nelle qualificazioni al mondiale del 2006 non perse neppure una partita ma arrivò secondo nel girone alle spalle della Serbia e Montenegro, dovendo quindi ricorrere ad uno spareggio contro la Slovacchia, che vinse con un complessivo 6-2 tra andata e ritorno. Al campionato del mondo 2006 la Spagna vinse tutte e tre le partite del proprio girone prima di incontrare la Francia agli ottavi: dopo essere passata in vantaggio grazie al gol di David Villa, persero per 1-3 con i gol di Ribéry, Vieira e Zidane. Rendendosi conto dei limiti fisici dei calciatori a sua disposizione, Aragonés decise di avvalersi del tiki-taka: un sistema di brevi passaggi che sarebbe stato successivamente associato allo stile di gioco del Barcellona, diventando la più grande rivoluzione calcistica del sistema spagnolo. Aragonés rimase in carica anche per le qualificazioni all'europeo del 2008. Le 2 sconfitte nelle prime 3 partite (2-3 contro l'Irlanda del Nord e 0-2 contro la Svezia, entrambe in trasferta) misero una grossa incognita sulla posizione di Aragonés. La Spagna si riprese immediatamente, vincendo il proprio gruppo. Al Campionato europeo 2008, nonostante le accese critiche iniziali, Aragonés riuscì a mettere in campo una squadra forte e spettacolare. La sua compagine vinse tutte le tre partite del girone eliminatorio contro Russia, Svezia e Grecia, eliminando poi l'Italia ai tiri di rigore nei quarti di finale e la Russia in semifinale. In finale la Spagna se la dovette vedere con la Germania, che venne sconfitta per 1-0 grazie ad un gol di Fernando Torres: per gli iberici fu il secondo titolo continentale dopo quello del 1964.
Dal luglio 2008 al giugno 2009 allenò il Fenerbahçe, che condusse al quarto posto in campionato e alla finale di Coppa di Turchia (persa per 4-2 con il Beşiktaş), lasciando il club a fine stagione.

## Statistiche

### Presenze e reti nei club
Statistiche aggiornate al termine della carriera.
Fonte:
| Stagione                  | Squadra                   | Campionato                | Campionato | Campionato | Coppe nazionali | Coppe nazionali | Coppe nazionali | Coppe continentali | Coppe continentali | Coppe continentali | Altre coppe | Altre coppe | Altre coppe | Totale | Totale |
| Stagione                  | Squadra                   | Comp.                     | Pres.      | Reti       | Comp.           | Pres.           | Reti            | Comp.              | Pres.              | Reti               | Comp.       | Pres.       | Reti        | Pres.  | Reti   |
| ------------------------- | ------------------------- | ------------------------- | ---------- | ---------- | --------------- | --------------- | --------------- | ------------------ | ------------------ | ------------------ | ----------- | ----------- | ----------- | ------ | ------ |
| 1960-1961                 | Plus Ultra                | SD                        | 8          | 11         | CR              | 1               | 0               | -                  | -                  | -                  | -           | -           | -           | 9      | 11     |
| 1960-1961                 | Real Oviedo               | PD                        | 13+2       | 4+1        | CR              | 0               | 0               | -                  | -                  | -                  | -           | -           | -           | 15     | 5      |
| 1961-1962                 | Real Betis                | PD                        | 28         | 8          | CR              | 4               | 2               | -                  | -                  | -                  | -           | -           | -           | 32     | 10     |
| 1962-1963                 | Real Betis                | PD                        | 30         | 14         | CR              | 7               | 6               | -                  | -                  | -                  | -           | -           | -           | 37     | 20     |
| 1963-apr. 1964            | Real Betis                | PD                        | 24         | 11         | CR              | 0               | 0               | -                  | -                  | -                  | -           | -           | -           | 24     | 11     |
| Totale Betis              | Totale Betis              | Totale Betis              | 82         | 33         |                 | 11              | 8               |                    | -                  | -                  |             | -           | -           | 93     | 41     |
| mag.-giu. 1964            | Atlético Madrid           | PD                        | -          | -          | CR              | 5               | 3               | -                  | -                  | -                  | -           | -           | -           | 5      | 3      |
| 1964-1965                 | Atlético Madrid           | PD                        | 30         | 19         | CR              | 6               | 3               | CF                 | 7                  | 6                  | -           | -           | -           | 43     | 28     |
| 1965-1966                 | Atlético Madrid           | PD                        | 28         | 18         | CR              | 4               | 0               | CdC                | 6                  | 2                  | -           | -           | -           | 38     | 20     |
| 1966-1967                 | Atlético Madrid           | PD                        | 23         | 11         | CR              | 5               | 4               | CC                 | 4                  | 4                  | -           | -           | -           | 32     | 19     |
| 1967-1968                 | Atlético Madrid           | PD                        | 28         | 16         | CR              | 6               | 2               | CF                 | 4                  | 1                  | -           | -           | -           | 38     | 19     |
| 1968-1969                 | Atlético Madrid           | PD                        | 17         | 4          | CR              | 4               | 2               | CF                 | 2                  | 1                  | -           | -           | -           | 23     | 7      |
| 1969-1970                 | Atlético Madrid           | PD                        | 30         | 16         | CR              | 4               | 3               | -                  | -                  | -                  | -           | -           | -           | 34     | 19     |
| 1970-1971                 | Atlético Madrid           | PD                        | 17         | 3          | CR              | 7               | 1               | CC                 | 8                  | 6                  | -           | -           | -           | 32     | 10     |
| 1971-1972                 | Atlético Madrid           | PD                        | 31         | 11         | CR              | 7               | 3               | CU                 | 2                  | 0                  | -           | -           | -           | 40     | 14     |
| 1972-1973                 | Atlético Madrid           | PD                        | 32         | 16         | CR              | 2               | 0               | CdC                | 3                  | 2                  | -           | -           | -           | 37     | 18     |
| 1973-1974                 | Atlético Madrid           | PD                        | 23         | 9          | CR              | 5               | 1               | CC                 | 9                  | 2                  | -           | -           | -           | 37     | 12     |
| 1974-1975                 | Atlético Madrid           | PD                        | 6          | 0          | CR              | 0               | 0               | CU                 | 3                  | 3                  | -           | -           | -           | 9      | 3      |
| Totale Atlético de Madrid | Totale Atlético de Madrid | Totale Atlético de Madrid | 265        | 123        |                 | 51              | 22              |                    | 48                 | 27                 |             | -           | -           | 364    | 172    |
| Totale carriera           | Totale carriera           | Totale carriera           | 370        | 172        |                 | 63              | 30              |                    | 48                 | 27                 |             | -           | -           | 481    | 229    |

### Cronologia presenze e reti in nazionale
| Cronologia completa delle presenze e delle reti in nazionale ― Spagna | Cronologia completa delle presenze e delle reti in nazionale ― Spagna | Cronologia completa delle presenze e delle reti in nazionale ― Spagna | Cronologia completa delle presenze e delle reti in nazionale ― Spagna | Cronologia completa delle presenze e delle reti in nazionale ― Spagna | Cronologia completa delle presenze e delle reti in nazionale ― Spagna | Cronologia completa delle presenze e delle reti in nazionale ― Spagna | Cronologia completa delle presenze e delle reti in nazionale ― Spagna |
| Data                                                                  | Città                                                                 | In casa                                                               | Risultato                                                             | Ospiti                                                                | Competizione                                                          | Reti                                                                  | Note                                                                  |
| --------------------------------------------------------------------- | --------------------------------------------------------------------- | --------------------------------------------------------------------- | --------------------------------------------------------------------- | --------------------------------------------------------------------- | --------------------------------------------------------------------- | --------------------------------------------------------------------- | --------------------------------------------------------------------- |
| 8-5-1965                                                              | Glasgow                                                               | Scozia                                                                | 0 – 0                                                                 | Spagna                                                                | Amichevole                                                            | -                                                                     |                                                                       |
| 23-10-1966                                                            | Dublino                                                               | Irlanda                                                               | 0 – 0                                                                 | Spagna                                                                | Qual. Euro 1968                                                       | -                                                                     |                                                                       |
| 7-12-1966                                                             | Valencia                                                              | Spagna                                                                | 2 – 0                                                                 | Irlanda                                                               | Qual. Euro 1968                                                       | -                                                                     |                                                                       |
| 22-10-1967                                                            | Madrid                                                                | Spagna                                                                | 2 – 1                                                                 | Cecoslovacchia                                                        | Qual. Euro 1968                                                       | -                                                                     |                                                                       |
| 28-2-1968                                                             | Siviglia                                                              | Spagna                                                                | 3 – 1                                                                 | Svezia                                                                | Amichevole                                                            | -                                                                     |                                                                       |
| 2-5-1968                                                              | Malmö                                                                 | Svezia                                                                | 1 – 1                                                                 | Spagna                                                                | Amichevole                                                            | -                                                                     |                                                                       |
| 17-10-1968                                                            | Lione                                                                 | Francia                                                               | 1 – 3                                                                 | Spagna                                                                | Amichevole                                                            | 1                                                                     |                                                                       |
| 27-10-1968                                                            | Belgrado                                                              | Jugoslavia                                                            | 0 – 0                                                                 | Spagna                                                                | Qual. Mondiali 1970                                                   | -                                                                     |                                                                       |
| 28-10-1970                                                            | Saragozza                                                             | Spagna                                                                | 2 – 1                                                                 | Grecia                                                                | Amichevole                                                            | 1                                                                     |                                                                       |
| 11-11-1970                                                            | Siviglia                                                              | Spagna                                                                | 3 – 0                                                                 | Irlanda del Nord                                                      | Qual. Euro 1972                                                       | 1                                                                     |                                                                       |
| 12-1-1972                                                             | Madrid                                                                | Spagna                                                                | 1 – 0                                                                 | Ungheria                                                              | Amichevole                                                            | -                                                                     |                                                                       |
| Totale                                                                |                                                                       | Presenze                                                              | 11                                                                    |                                                                       | Reti                                                                  | 3                                                                     |                                                                       |

### Statistiche da allenatore
In grassetto le competizioni vinte.
| Stagione               | Squadra                | Campionato             | Campionato | Campionato | Campionato | Campionato | Coppe nazionali | Coppe nazionali | Coppe nazionali | Coppe nazionali | Coppe nazionali | Coppe continentali | Coppe continentali | Coppe continentali | Coppe continentali | Coppe continentali | Altre coppe | Altre coppe | Altre coppe | Altre coppe | Altre coppe | Totale | Totale | Totale | Totale | % Vittorie | Piazz.        |
| Stagione               | Squadra                | Comp                   | G          | V          | N          | P          | Comp            | G               | V               | N               | P               | Comp               | G                  | V                  | N                  | P                  | Comp        | G           | V           | N           | P           | G      | V      | N      | P      | %          | Piazz.        |
| ---------------------- | ---------------------- | ---------------------- | ---------- | ---------- | ---------- | ---------- | --------------- | --------------- | --------------- | --------------- | --------------- | ------------------ | ------------------ | ------------------ | ------------------ | ------------------ | ----------- | ----------- | ----------- | ----------- | ----------- | ------ | ------ | ------ | ------ | ---------- | ------------- |
| nov. 1974-1975         | Atlético Madrid        | PD                     | 25         | 9          | 10         | 6          | CR              | 7               | 4               | 2               | 1               | CU                 | -                  | -                  | -                  | -                  | CInt        | 2           | 1           | 0           | 1           | 34     | 14     | 12     | 8      | 41,18      | Suben., 6º    |
| 1975-1976              | Atlético Madrid        | PD                     | 34         | 18         | 6          | 10         | CR              | 9               | 5               | 4               | 0               | CdC                | 4                  | 1                  | 1                  | 2                  | -           | -           | -           | -           | -           | 47     | 24     | 11     | 12     | 51,06      | 3º            |
| 1976-1977              | Atlético Madrid        | PD                     | 34         | 19         | 8          | 7          | CR              | 2               | 1               | 0               | 1               | CdC                | 8                  | 5                  | 1                  | 2                  | -           | -           | -           | -           | -           | 44     | 25     | 9      | 10     | 56,82      | 1º            |
| 1977-1978              | Atlético Madrid        | PD                     | 34         | 16         | 4          | 14         | CR              | 4               | 2               | 0               | 2               | CC                 | 6                  | 3                  | 1                  | 2                  | -           | -           | -           | -           | -           | 44     | 21     | 5      | 18     | 47,73      | 6º            |
| ott. 1978              | Atlético Madrid        | PD                     | 4          | 1          | 2          | 1          | CR              | 1               | 1               | 0               | 0               | -                  | -                  | -                  | -                  | -                  | -           | -           | -           | -           | -           | 5      | 2      | 2      | 1      | 40,00      | Suben., eson. |
| 1979-1980              | Atlético Madrid        | PD                     | 25         | 7          | 10         | 8          | CR              | 8               | 7               | 1               | 0               | CU                 | 2                  | 0                  | 0                  | 2                  | -           | -           | -           | -           | -           | 35     | 14     | 11     | 10     | 40,00      | Eson.         |
| 1981                   | Real Betis             | PD                     | 1          | 0          | 0          | 1          | CR              | 2               | 2               | 0               | 0               | -                  | -                  | -                  | -                  | -                  | -           | -           | -           | -           | -           | 3      | 2      | 0      | 1      | 66,67      | Dimiss.       |
| 1982-1983              | Atlético Madrid        | PD                     | 34         | 20         | 6          | 8          | CR+CdL          | 6+8             | 3+4             | 1+1             | 2+3             | -                  | -                  | -                  | -                  | -                  | -           | -           | -           | -           | -           | 48     | 27     | 8      | 13     | 56,25      | 3º            |
| 1983-1984              | Atlético Madrid        | PD                     | 34         | 17         | 8          | 9          | CR+CdL          | 6+10            | 3+7             | 2+2             | 1+1             | CU                 | 2                  | 1                  | 0                  | 1                  | -           | -           | -           | -           | -           | 52     | 28     | 12     | 12     | 53,85      | 4º            |
| 1984-1985              | Atlético Madrid        | PD                     | 34         | 16         | 11         | 7          | CR+CdL          | 11+8            | 7+5             | 2+0             | 2+3             | CU                 | 2                  | 0                  | 0                  | 2                  | -           | -           | -           | -           | -           | 55     | 28     | 13     | 14     | 50,91      | 2º            |
| 1985-1986              | Atlético Madrid        | PD                     | 34         | 17         | 8          | 9          | CR+CdL          | 4+6             | 1+2             | 1+2             | 2+2             | CdC                | 9                  | 6                  | 2                  | 1                  | SS          | 2           | 1           | 0           | 1           | 55     | 27     | 13     | 15     | 49,09      | 5º            |
| feb.-giu. 1987         | Atlético Madrid        | PD                     | 19         | 9          | 2          | 8          | CR              | 6               | 4               | 1               | 1               | CU                 | -                  | -                  | -                  | -                  | -           | -           | -           | -           | -           | 25     | 13     | 3      | 9      | 52,00      | Suben., 7º    |
| 1987-1988              | Barcellona             | PD                     | 34         | 14         | 9          | 11         | CR              | 9               | 7               | 2               | 0               | CU                 | 7                  | 2                  | 2                  | 3                  | -           | -           | -           | -           | -           | 50     | 23     | 13     | 14     | 46,00      | Suben., 6º    |
| 1990-1991              | Espanyol               | PD                     | 38         | 12         | 10         | 16         | CR              | 8               | 5               | 2               | 1               | -                  | -                  | -                  | -                  | -                  | -           | -           | -           | -           | -           | 46     | 17     | 12     | 17     | 36,96      | 16º           |
| 1991-1992              | Atlético Madrid        | PD                     | 38         | 24         | 5          | 9          | CR              | 7               | 5               | 1               | 1               | CdC                | 6                  | 4                  | 1                  | 1                  | SS          | 2           | 0           | 1           | 1           | 53     | 55     | 8      | 12     | 103,77     | 3º            |
| 1992-feb. 1993         | Atlético Madrid        | PD                     | 20         | 8          | 6          | 6          | CR              | 1               | 0               | 0               | 1               | CdC                | 4                  | 3                  | 1                  | 0                  | SS          | 2           | 0           | 0           | 2           | 27     | 11     | 7      | 9      | 40,74      | Eson.         |
| 1993-1994              | Siviglia               | PD                     | 38         | 15         | 12         | 11         | CR              | 10              | 4               | 3               | 3               | -                  | -                  | -                  | -                  | -                  | -           | -           | -           | -           | -           | 48     | 19     | 15     | 14     | 39,58      | 6º            |
| 1994-1995              | Siviglia               | PD                     | 38         | 16         | 11         | 11         | CR              | 4               | 3               | 0               | 1               | -                  | -                  | -                  | -                  | -                  | -           | -           | -           | -           | -           | 42     | 19     | 11     | 12     | 45,24      | 5º            |
| Totale Siviglia        | Totale Siviglia        | Totale Siviglia        | 76         | 31         | 23         | 22         |                 | 14              | 7               | 3               | 4               |                    | -                  | -                  | -                  | -                  |             | -           | -           | -           | -           | 90     | 38     | 26     | 26     | 42,22      |               |
| 1995-1996              | Valencia               | PD                     | 42         | 26         | 5          | 11         | CR              | 10              | 4               | 5               | 1               | -                  | -                  | -                  | -                  | -                  | -           | -           | -           | -           | -           | 52     | 30     | 10     | 12     | 57,69      | 2º            |
| 1996-1997              | Valencia               | PD                     | 13         | 5          | 2          | 6          | CR              | -               | -               | -               | -               | CU                 | 4                  | 2                  | 1                  | 1                  | -           | -           | -           | -           | -           | 17     | 7      | 3      | 7      | 41,18      | Eson.         |
| Totale Valencia        | Totale Valencia        | Totale Valencia        | 55         | 31         | 7          | 17         |                 | 10              | 4               | 5               | 1               |                    | 4                  | 2                  | 1                  | 1                  |             | -           | -           | -           | -           | 69     | 37     | 13     | 19     | 53,62      |               |
| 1997-1998              | Real Betis             | PD                     | 38         | 17         | 8          | 13         | CR              | 4               | 1               | 2               | 1               | CdC                | 6                  | 3                  | 1                  | 2                  | -           | -           | -           | -           | -           | 48     | 21     | 11     | 16     | 43,75      | 8º            |
| Totale Betis           | Totale Betis           | Totale Betis           | 39         | 17         | 8          | 14         |                 | 6               | 3               | 2               | 1               |                    | 6                  | 3                  | 1                  | 2                  |             | -           | -           | -           | -           | 51     | 23     | 11     | 17     | 45,10      |               |
| 1999-2000              | Real Oviedo            | PD                     | 38         | 11         | 12         | 15         | CR              | 6               | 3               | 1               | 2               | -                  | -                  | -                  | -                  | -                  | -           | -           | -           | -           | -           | 44     | 14     | 13     | 17     | 31,82      | 16º           |
| 2000-2001              | Maiorca                | PD                     | 38         | 20         | 11         | 7          | CR              | 6               | 5               | 0               | 1               | -                  | -                  | -                  | -                  | -                  | -           | -           | -           | -           | -           | 44     | 25     | 11     | 8      | 56,82      | 3º            |
| 2001-2002              | Atlético Madrid        | SD                     | 42         | 23         | 10         | 9          | CR              | 1               | 0               | 0               | 1               | -                  | -                  | -                  | -                  | -                  | -           | -           | -           | -           | -           | 43     | 23     | 10     | 10     | 53,49      | 1º (prom.)    |
| 2002-2003              | Atlético Madrid        | PD                     | 38         | 12         | 11         | 15         | CR              | 6               | 4               | 1               | 1               | -                  | -                  | -                  | -                  | -                  | -           | -           | -           | -           | -           | 44     | 16     | 12     | 16     | 36,36      | 12º           |
| Totale Atletico Madrid | Totale Atletico Madrid | Totale Atletico Madrid | 449        | 216        | 107        | 126        |                 | 111             | 65              | 21              | 25              |                    | 43                 | 23                 | 7                  | 13                 |             | 8           | 2           | 1           | 5           | 611    | 306    | 136    | 169    | 50,08      |               |
| 2003-2004              | Maiorca                | PD                     | 32         | 14         | 4          | 14         | CR              | 1               | 0               | 0               | 1               | CU                 | 7                  | 3                  | 1                  | 3                  | -           | -           | -           | -           | -           | 40     | 17     | 5      | 18     | 42,50      | 11º           |
| Totale Maiorca         | Totale Maiorca         | Totale Maiorca         | 70         | 34         | 15         | 21         |                 | 7               | 5               | 0               | 2               |                    | 7                  | 3                  | 1                  | 3                  |             | -           | -           | -           | -           | 84     | 42     | 16     | 26     | 50,00      |               |
| 2008-2009              | Fenerbahçe             | SL                     | 34         | 18         | 7          | 9          | CT              | 9               | 7               | 1               | 1               | CU                 | 10                 | 3                  | 3                  | 4                  | -           | -           | -           | -           | -           | 53     | 28     | 11     | 14     | 52,83      | 4º            |
| Totale carriera        | Totale carriera        | Totale carriera        | 833        | 384        | 198        | 251        |                 | 180             | 106             | 37              | 37              |                    | 77                 | 36                 | 15                 | 26                 |             | 8           | 2           | 1           | 5           | 1 098  | 528    | 251    | 319    | 48,09      |               |

#### Nazionale
| Squadra | Naz               | dall'          | al             | Record | Record | Record | Record     | Record | Record | Record | Record |
| G       | V                 | N              | P              | GF     | GS     | DR     | % Vittorie |        |        |        |        |
| ------- | ----------------- | -------------- | -------------- | ------ | ------ | ------ | ---------- | ------ | ------ | ------ | ------ |
| Spagna  | Spagna (bandiera) | 1º luglio 2004 | 30 giugno 2008 | 54     | 38     | 12     | 4          | 100    | 31     | +69    | 70,37  |

#### Nazionale nel dettaglio
| 2004                    | Spagna        | Qual. Mondiale 2006 | 2º nel Gruppo 7, qualificato dopo i play-off | 3  | 1  | 2  | 0 | 33,33 | 3   | 1  | +2  |
| 2005                    | Spagna        | Qual. Mondiale 2006 | 2º nel Gruppo 7, qualificato dopo i play-off | 7  | 4  | 3  | 0 | 57,14 | 16  | 2  | +14 |
| Novembre 2005 (playoff) | Spagna        | Qual. Mondiale 2006 | 2º nel Gruppo 7, qualificato dopo i play-off | 2  | 1  | 1  | 0 | 50,00 | 6   | 2  | +4  |
| Giugno 2006             | Spagna        | Mondiale 2006       | Ottavi di finale                             | 4  | 3  | 0  | 1 | 75,00 | 9   | 5  | +4  |
| 2006                    | Spagna        | Qual. Europeo 2008  | 1º nel Gruppo F, qualificato                 | 3  | 1  | 0  | 2 | 33,33 | 6   | 5  | +1  |
| 2007                    | Spagna        | Qual. Europeo 2008  | 1º nel Gruppo F, qualificato                 | 9  | 8  | 1  | 0 | 88,89 | 17  | 3  | +14 |
| Giugno 2008             | Spagna        | Europeo 2008        | Vincitore                                    | 6  | 5  | 1  | 0 | 83,33 | 12  | 3  | +9  |
| Dal 2004 al 2008        | Spagna        | Amichevoli          |                                              | 20 | 15 | 4  | 1 | 75,00 | 31  | 10 | +21 |
| Totale Spagna           | Totale Spagna | Totale Spagna       | Totale Spagna                                | 54 | 38 | 12 | 4 | 70,37 | 100 | 31 | +69 |

#### Panchine da commissario tecnico della nazionale spagnola
| Cronologia completa delle presenze e delle reti in nazionale ― Spagna | Cronologia completa delle presenze e delle reti in nazionale ― Spagna | Cronologia completa delle presenze e delle reti in nazionale ― Spagna | Cronologia completa delle presenze e delle reti in nazionale ― Spagna | Cronologia completa delle presenze e delle reti in nazionale ― Spagna | Cronologia completa delle presenze e delle reti in nazionale ― Spagna | Cronologia completa delle presenze e delle reti in nazionale ― Spagna | Cronologia completa delle presenze e delle reti in nazionale ― Spagna |
| Data                                                                  | Città                                                                 | In casa                                                               | Risultato                                                             | Ospiti                                                                | Competizione                                                          | Reti                                                                  | Note                                                                  |
| --------------------------------------------------------------------- | --------------------------------------------------------------------- | --------------------------------------------------------------------- | --------------------------------------------------------------------- | --------------------------------------------------------------------- | --------------------------------------------------------------------- | --------------------------------------------------------------------- | --------------------------------------------------------------------- |
| 18-8-2004                                                             | Las Palmas de Gran Canaria                                            | Spagna                                                                | 3 – 2                                                                 | Venezuela                                                             | Amichevole                                                            | Fernando Morientes 2 Raúl Tamudo                                      | Cap:Raúl                                                              |
| 3-9-2004                                                              | Valencia                                                              | Spagna                                                                | 1 – 1                                                                 | Scozia                                                                | Amichevole                                                            | Raúl                                                                  | Cap:I. Casillas                                                       |
| 8-9-2004                                                              | Zenica                                                                | Bosnia ed Erzegovina                                                  | 1 – 1                                                                 | Spagna                                                                | Qual. Mondiali 2006                                                   | Vicente Rodríguez                                                     | Cap:Raúl                                                              |
| 9-10-2004                                                             | Santander                                                             | Spagna                                                                | 2 – 0                                                                 | Belgio                                                                | Qual. Mondiali 2006                                                   | Albert Luque Raúl                                                     | Cap:Raúl                                                              |
| 13-10-2004                                                            | Vilnius                                                               | Lituania                                                              | 0 – 0                                                                 | Spagna                                                                | Qual. Mondiali 2006                                                   | -                                                                     | Cap:Raúl                                                              |
| 17-11-2004                                                            | Madrid                                                                | Spagna                                                                | 1 – 0                                                                 | Inghilterra                                                           | Amichevole                                                            | Asier del Horno                                                       | Cap:Raúl                                                              |
| 9-2-2005                                                              | Almería                                                               | Spagna                                                                | 5 – 0                                                                 | San Marino                                                            | Qual. Mondiali 2006                                                   | Joaquín Fernando Torres Raúl Guti Asier del Horno                     | Cap:Raúl                                                              |
| 26-3-2005                                                             | Salamanca                                                             | Spagna                                                                | 3 – 0                                                                 | Cina                                                                  | Amichevole                                                            | Fernando Torres Xavi Joaquín                                          | Cap:I. Casillas                                                       |
| 30-3-2005                                                             | Belgrado                                                              | Serbia e Montenegro                                                   | 0 – 0                                                                 | Spagna                                                                | Qual. Mondiali 2006                                                   | -                                                                     | Cap:I. Casillas                                                       |
| 4-6-2005                                                              | Valencia                                                              | Spagna                                                                | 1 – 0                                                                 | Lituania                                                              | Qual. Mondiali 2006                                                   | Albert Luque                                                          | Cap:Raúl                                                              |
| 8-6-2005                                                              | Valencia                                                              | Spagna                                                                | 1 – 1                                                                 | Bosnia ed Erzegovina                                                  | Qual. Mondiali 2006                                                   | Carlos Marchena                                                       | Cap:Raúl                                                              |
| 17-8-2005                                                             | Gijón                                                                 | Spagna                                                                | 2 – 0                                                                 | Uruguay                                                               | Amichevole                                                            | autorete Vicente Rodríguez                                            | Cap:Raúl                                                              |
| 3-9-2005                                                              | Santander                                                             | Spagna                                                                | 2 – 1                                                                 | Canada                                                                | Amichevole                                                            | Raúl Tamudo Fernando Morientes                                        | Cap:F. Torres                                                         |
| 7-9-2005                                                              | Madrid                                                                | Spagna                                                                | 1 – 1                                                                 | Serbia e Montenegro                                                   | Qual. Mondiali 2006                                                   | Raúl                                                                  | Cap:Raúl                                                              |
| 8-10-2005                                                             | Bruxelles                                                             | Belgio                                                                | 0 – 2                                                                 | Spagna                                                                | Qual. Mondiali 2006                                                   | 2 Fernando Torres                                                     | Cap:Raúl                                                              |
| 12-10-2005                                                            | Serravalle                                                            | San Marino                                                            | 0 – 6                                                                 | Spagna                                                                | Qual. Mondiali 2006                                                   | Antonio López 3 Fernando Torres 2 Sergio Ramos                        | Cap:Raúl                                                              |
| 12-11-2005                                                            | Madrid                                                                | Spagna                                                                | 5 – 1                                                                 | Slovacchia                                                            | Qual. Mondiali 2006                                                   | 3 Luis García Fernando Torres Fernando Morientes                      | Cap:Raúl                                                              |
| 16-11-2005                                                            | Bratislava                                                            | Slovacchia                                                            | 1 – 1                                                                 | Spagna                                                                | Qual. Mondiali 2006                                                   | David Villa                                                           | Cap:Raúl                                                              |
| 1-3-2006                                                              | Valladolid                                                            | Spagna                                                                | 3 – 2                                                                 | Costa d'Avorio                                                        | Amichevole                                                            | David Villa José Antonio Reyes Juanito                                | Cap:I. Casillas                                                       |
| 27-5-2006                                                             | Albacete                                                              | Spagna                                                                | 0 – 0                                                                 | Russia                                                                | Amichevole                                                            | -                                                                     | Cap:I. Casillas                                                       |
| 3-6-2006                                                              | Elche                                                                 | Spagna                                                                | 2 – 0                                                                 | Egitto                                                                | Amichevole                                                            | Raúl José Antonio Reyes                                               | Cap:Raúl                                                              |
| 7-6-2006                                                              | Lancy                                                                 | Croazia                                                               | 1 – 2                                                                 | Spagna                                                                | Amichevole                                                            | Mariano Pernía Fernando Torres                                        | Cap:Raúl                                                              |
| 14-6-2006                                                             | Lipsia                                                                | Spagna                                                                | 4 – 0                                                                 | Ucraina                                                               | Mondiali 2006 - 1º Turno                                              | Xabi Alonso 2 David Villa Fernando Torres                             | Cap:I. Casillas                                                       |
| 19-6-2006                                                             | Stoccarda                                                             | Spagna                                                                | 3 – 1                                                                 | Tunisia                                                               | Mondiali 2006 - 1º Turno                                              | Raúl 2 Fernando Torres                                                | Cap:I. Casillas                                                       |
| 23-6-2006                                                             | Kaiserslautern                                                        | Arabia Saudita                                                        | 0 – 1                                                                 | Spagna                                                                | Mondiali 2006 - 1º Turno                                              | Juanito                                                               | Cap:Raúl                                                              |
| 27-6-2006                                                             | Hannover                                                              | Spagna                                                                | 1 – 3                                                                 | Francia                                                               | Mondiali 2006 - Ottavi                                                | David Villa                                                           | Cap:Raúl                                                              |
| 15-8-2006                                                             | Reykjavík                                                             | Islanda                                                               | 0 – 0                                                                 | Spagna                                                                | Amichevole                                                            | -                                                                     | Cap:Raúl                                                              |
| 2-9-2006                                                              | Badajoz                                                               | Spagna                                                                | 4 – 0                                                                 | Liechtenstein                                                         | Qual. Euro 2008                                                       | Fernando Torres 2 David Villa Luis García                             | Cap:Raúl                                                              |
| 6-9-2006                                                              | Belfast                                                               | Irlanda del Nord                                                      | 3 – 2                                                                 | Spagna                                                                | Qual. Euro 2008                                                       | Xavi David Villa                                                      | Cap:Raúl                                                              |
| 7-10-2006                                                             | Solna                                                                 | Svezia                                                                | 2 – 0                                                                 | Spagna                                                                | Qual. Euro 2008                                                       | -                                                                     | Cap:I. Casillas                                                       |
| 11-10-2006                                                            | Murcia                                                                | Spagna                                                                | 2 – 1                                                                 | Argentina                                                             | Amichevole                                                            | Xavi David Villa                                                      | Cap:D. Albelda                                                        |
| 15-11-2006                                                            | Cadice                                                                | Spagna                                                                | 0 – 1                                                                 | Romania                                                               | Amichevole                                                            | -                                                                     | Cap:I. Casillas                                                       |
| 7-2-2007                                                              | Manchester                                                            | Inghilterra                                                           | 0 – 1                                                                 | Spagna                                                                | Amichevole                                                            | Andrés Iniesta                                                        | Cap:I. Casillas                                                       |
| 24-3-2007                                                             | Madrid                                                                | Spagna                                                                | 2 – 1                                                                 | Danimarca                                                             | Qual. Euro 2008                                                       | Fernando Morientes David Villa                                        | Cap:I. Casillas                                                       |
| 28-3-2007                                                             | Palma di Maiorca                                                      | Spagna                                                                | 1 – 0                                                                 | Islanda                                                               | Qual. Euro 2008                                                       | Andrés Iniesta                                                        | Cap:I. Casillas                                                       |
| 2-6-2007                                                              | Riga                                                                  | Lettonia                                                              | 0 – 2                                                                 | Spagna                                                                | Qual. Euro 2008                                                       | David Villa Xavi                                                      | Cap:I. Casillas                                                       |
| 6-6-2007                                                              | Vaduz                                                                 | Liechtenstein                                                         | 0 – 2                                                                 | Spagna                                                                | Qual. Euro 2008                                                       | 2 David Villa                                                         | Cap:Joaquín                                                           |
| 22-8-2007                                                             | Salonicco                                                             | Grecia                                                                | 2 – 3                                                                 | Spagna                                                                | Amichevole                                                            | Carlos Marchena 2 David Silva                                         | Cap:Xavi                                                              |
| 8-9-2007                                                              | Reykjavík                                                             | Islanda                                                               | 1 – 1                                                                 | Spagna                                                                | Qual. Euro 2008                                                       | Andrés Iniesta                                                        | Cap:I. Casillas                                                       |
| 12-9-2007                                                             | Oviedo                                                                | Spagna                                                                | 2 – 0                                                                 | Lettonia                                                              | Qual. Euro 2008                                                       | Xavi Fernando Torres                                                  | Cap:I. Casillas                                                       |
| 13-10-2007                                                            | Århus                                                                 | Danimarca                                                             | 1 – 3                                                                 | Spagna                                                                | Qual. Euro 2008                                                       | Raúl Tamudo Sergio Ramos Albert Riera                                 | Cap:I. Casillas                                                       |
| 17-10-2007                                                            | Helsinki                                                              | Finlandia                                                             | 0 – 0                                                                 | Spagna                                                                | Amichevole                                                            | -                                                                     | Cap:C. Puyol                                                          |
| 17-11-2007                                                            | Madrid                                                                | Spagna                                                                | 3 – 0                                                                 | Svezia                                                                | Qual. Euro 2008                                                       | Joan Capdevila Andrés Iniesta Sergio Ramos                            | Cap:I. Casillas                                                       |
| 21-11-2007                                                            | Las Palmas de Gran Canaria                                            | Spagna                                                                | 1 – 0                                                                 | Irlanda del Nord                                                      | Qual. Euro 2008                                                       | Xavi                                                                  | Cap:Xavi                                                              |
| 6-2-2008                                                              | Malaga                                                                | Spagna                                                                | 1 – 0                                                                 | Francia                                                               | Amichevole                                                            | Joan Capdevila                                                        | Cap:I. Casillas                                                       |
| 26-3-2008                                                             | Elche                                                                 | Spagna                                                                | 1 – 0                                                                 | Italia                                                                | Amichevole                                                            | David Villa                                                           | Cap:I. Casillas                                                       |
| 31-5-2008                                                             | Huelva                                                                | Spagna                                                                | 2 – 1                                                                 | Perù                                                                  | Amichevole                                                            | David Villa Joan Capdevila                                            | Cap:I. Casillas                                                       |
| 4-6-2008                                                              | Santander                                                             | Spagna                                                                | 1 – 0                                                                 | Stati Uniti                                                           | Amichevole                                                            | Xavi                                                                  | Cap:I. Casillas                                                       |
| 10-6-2008                                                             | Innsbruck                                                             | Spagna                                                                | 4 – 1                                                                 | Russia                                                                | Euro 2008 - 1º Turno                                                  | 3 David Villa Cesc Fàbregas                                           | Cap:I. Casillas                                                       |
| 14-6-2008                                                             | Innsbruck                                                             | Svezia                                                                | 1 – 2                                                                 | Spagna                                                                | Euro 2008 - 1º Turno                                                  | Fernando Torres David Villa                                           | Cap:I. Casillas                                                       |
| 18-6-2008                                                             | Salisburgo                                                            | Grecia                                                                | 1 – 2                                                                 | Spagna                                                                | Euro 2008 - 1º Turno                                                  | Rubén de la Red Daniel Güiza                                          | Cap:X. Alonso                                                         |
| 22-6-2008                                                             | Vienna                                                                | Spagna                                                                | 0 – 0 dts (4-2 dtr)                                                   | Italia                                                                | Euro 2008 - Quarti                                                    | -                                                                     | Cap:I. Casillas                                                       |
| 26-6-2008                                                             | Vienna                                                                | Russia                                                                | 0 – 3                                                                 | Spagna                                                                | Euro 2008 - Semifinale                                                | Xavi Daniel Güiza David Silva                                         | Cap:I. Casillas                                                       |
| 29-6-2008                                                             | Vienna                                                                | Germania                                                              | 0 – 1                                                                 | Spagna                                                                | Euro 2008 - Finale                                                    | Fernando Torres                                                       | 2º Titolo Europeo Cap:I. Casillas                                     |
| Totale                                                                |                                                                       | Presenze                                                              | 54                                                                    |                                                                       | Reti                                                                  | 100                                                                   |                                                                       |

## Palmarès

### Giocatore
- Campionato spagnolo: 3

Atlético Madrid: 1965-1966, 1969-1970, 1972-1973
- Coppa di Spagna: 2

Atlético Madrid: 1964-1965, 1971-1972

### Allenatore

#### Club

##### Competizioni nazionali
- Campionato spagnolo: 1

Atlético Madrid: 1976-1977
- Coppa di Spagna: 4

Atlético Madrid: 1975-1976, 1984-1985, 1991-1992
Barcelona: 1987-1988
- Supercoppa di Spagna: 1

Atlético Madrid: 1985
- Segunda División (Spagna): 1

Atlético Madrid: 2001-2002

##### Competizioni internazionali
- Coppa Intercontinentale: 1

Atlético Madrid: 1974

#### Nazionale
- Campionato d'Europa: 1

Spagna: Austria-Svizzera 2008